# Jörgen Vijgen
Jörgen Vijgen (* 1974) ist ein niederländischer Philosoph.

## Leben
Von 1996 bis 1998 erwarb er das Lizentiat in Philosophie bei Jos Decorte. Nach der Promotion 2011 am Angelicum bei Walter Senner war er von 2016 bis 2017 Gastprofessor der Theologischen Fakultät der Nikolaus-Kopernikus-Universität Toruń. Seit 2013 ist er Professor für Philosophie am St. Bonifatius Instituut.
Sein Spezialgebiet ist das Denken Thomas von Aquins und insbesondere seine Aristoteles-Rezeption sowie die Geschichte des Thomismus.

## Schriften (Auswahl)
- De autoriteit van Sint-Thomas van Aquino en het leergezag van [de] Kerk. Vogelenzang 2009, ISBN 978-1-409-28113-9.
- The Status of Eucharistic Accidents sine subiecto. A historical survey up to Thomas Aquinas and selected reactions. Berlin 2013, ISBN 3-05-006084-0.
- Hg.: Thomas van Aquino: Preken over de geloofsbelijdenis. Over de geloofsartikelen en de sacramenten. 2013, ISBN 3-05-006084-0.
- mit Matthew Levering und Piotr Roszak: Reading Job with St. Thomas Aquinas. Washington, D.C. 2020, ISBN 978-0-8132-3283-6.